# St. Marien (Niederbreisig)

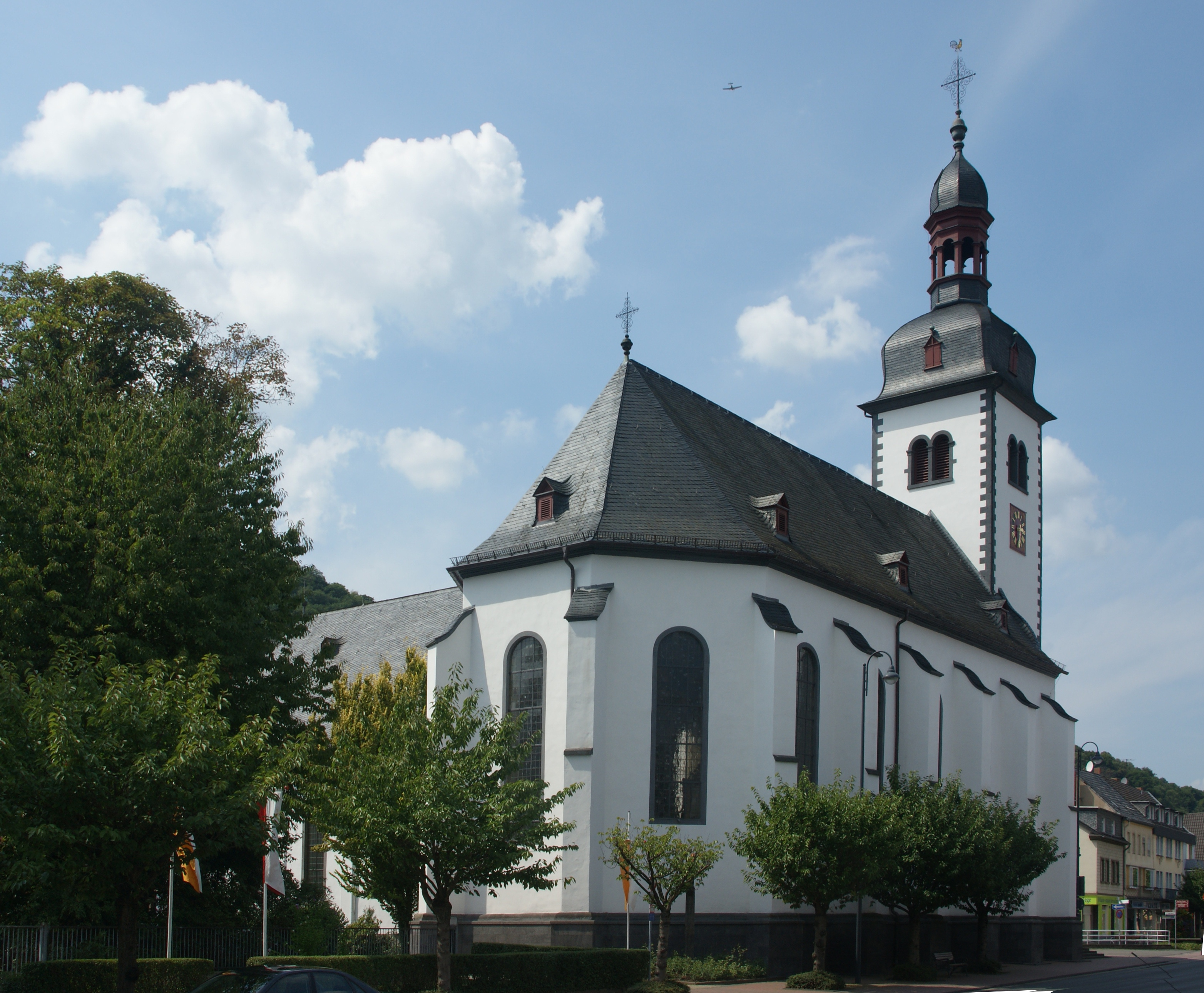
Katholische Pfarrkirche St. Marien

Die römisch-katholische Pfarrkirche St. Marien (eigentlich Maria Himmelfahrt) in Niederbreisig, einem Stadtteil von Bad Breisig, im Landkreis Ahrweiler in Rheinland-Pfalz, ist ein barocker Saalbau, der 1725 fertiggestellt wurde. Sie zählt zu den Kulturdenkmälern in Bad Breisig. Die Kirche gehört zur Pfarrei Breisiger Land im Bistum Trier.

## Geschichte
Die erste schriftliche Erwähnung einer Pfarrkirche zu (Ober-)Breisig (ecciesia in brisiaco) datiert von 1041. Das Patronatsrecht hatte das Stift St. Florin in Koblenz. In einem Vertrag vom 26. Juli 1311 legte der Kölner Erzbischof Heinrich II. fest, dass das Patronatsrecht zu „Brische“ gemeinsam von Koblenzer Florinsstift und dem Essener Stift auszuüben sei.
Erstmals wird im Jahr 1337 eine Kapelle in Niederbreisig erwähnt, die St. Nikolaus und St. Sebastian gewidmet war. Sie war die Filialkapelle von St. Viktor (Oberbreisig). Zur Pfarrei Breisig gehörte neben der Pfarrkirche St. Viktor eine Kirche des Johanniterordens.
Die Essener Fürstäbtissin Anna Salome von Salm-Reifferscheidt, Landesherrin des Breisiger Ländchens, legte am 18. Mai 1654 den Grundstein zum Bau des heutigen Turmes, der erst 1718 vollendet wurde. Die Filialgemeinde errichtete in den Jahren 1718 bis 1725 Chor und Langhaus. Das neue Gotteshaus wurde am 6. Oktober 1727 vom Kölner Weihbischof geweiht. Die Kirche trägt den Titulus ecclesiae Maria Himmelfahrt. 1786 wurde Niederbreisig zur eigenständigen Pfarrei erhoben.
Der Barockbau erfuhr in den 1880er-Jahren eine Veränderung, als die Fenster Maßwerk mit buntem Glas erhielten und das mittlere Chorfenster zugemauert wurde. Am 20. September 1944 erlitt St. Marien Kriegsschäden; die Innenausstattung blieb aber bewahrt. Im Zuge der Renovierungsmaßnahmen wurden die Fenster in ihrer ursprünglichen Gestalt und mit hellem Glas wiederhergestellt. Eine umfassende Renovierung wurde 2011 abgeschlossen.

## Baubeschreibung

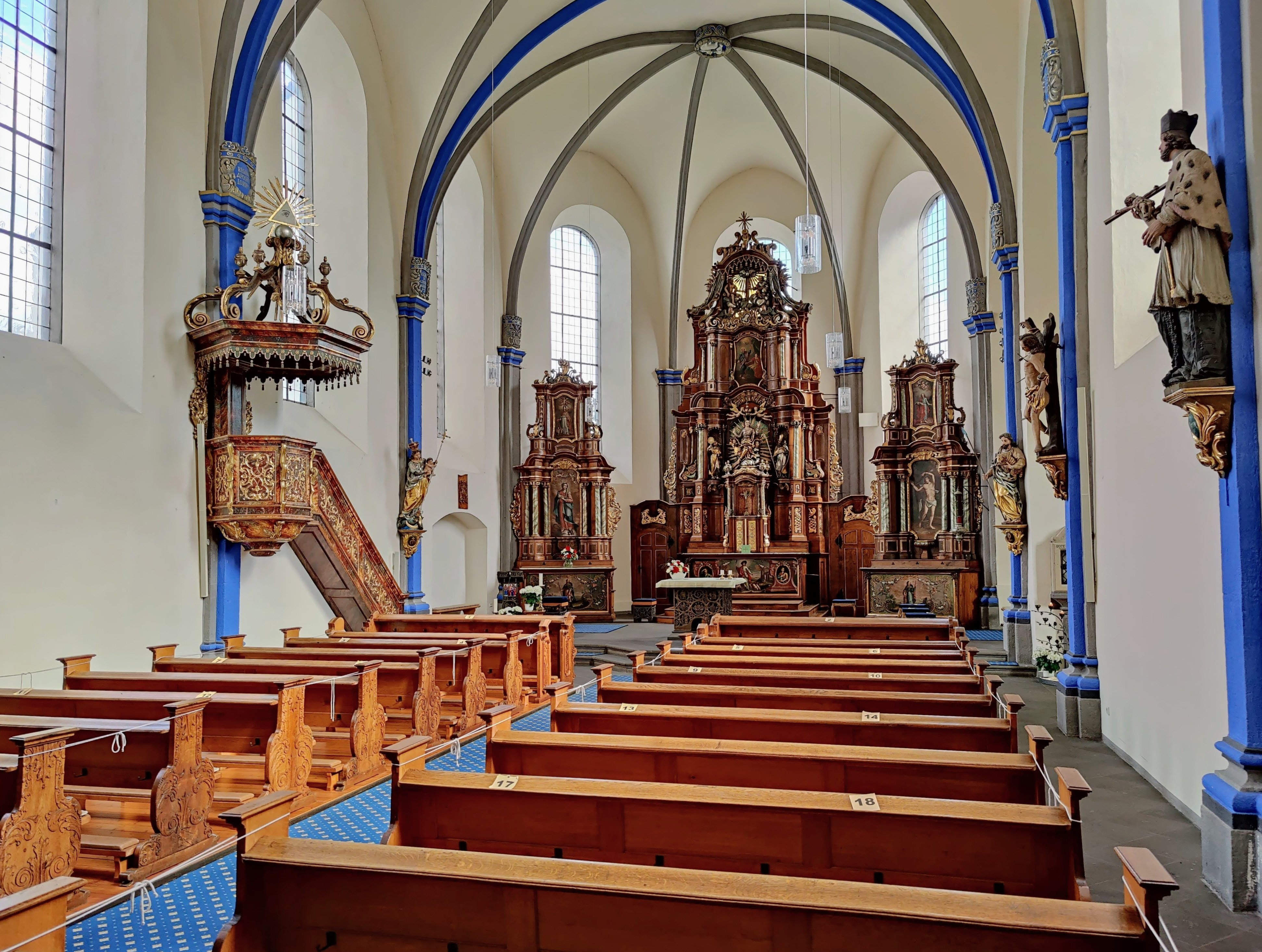
Innenraum mit Blick auf den Hochaltar

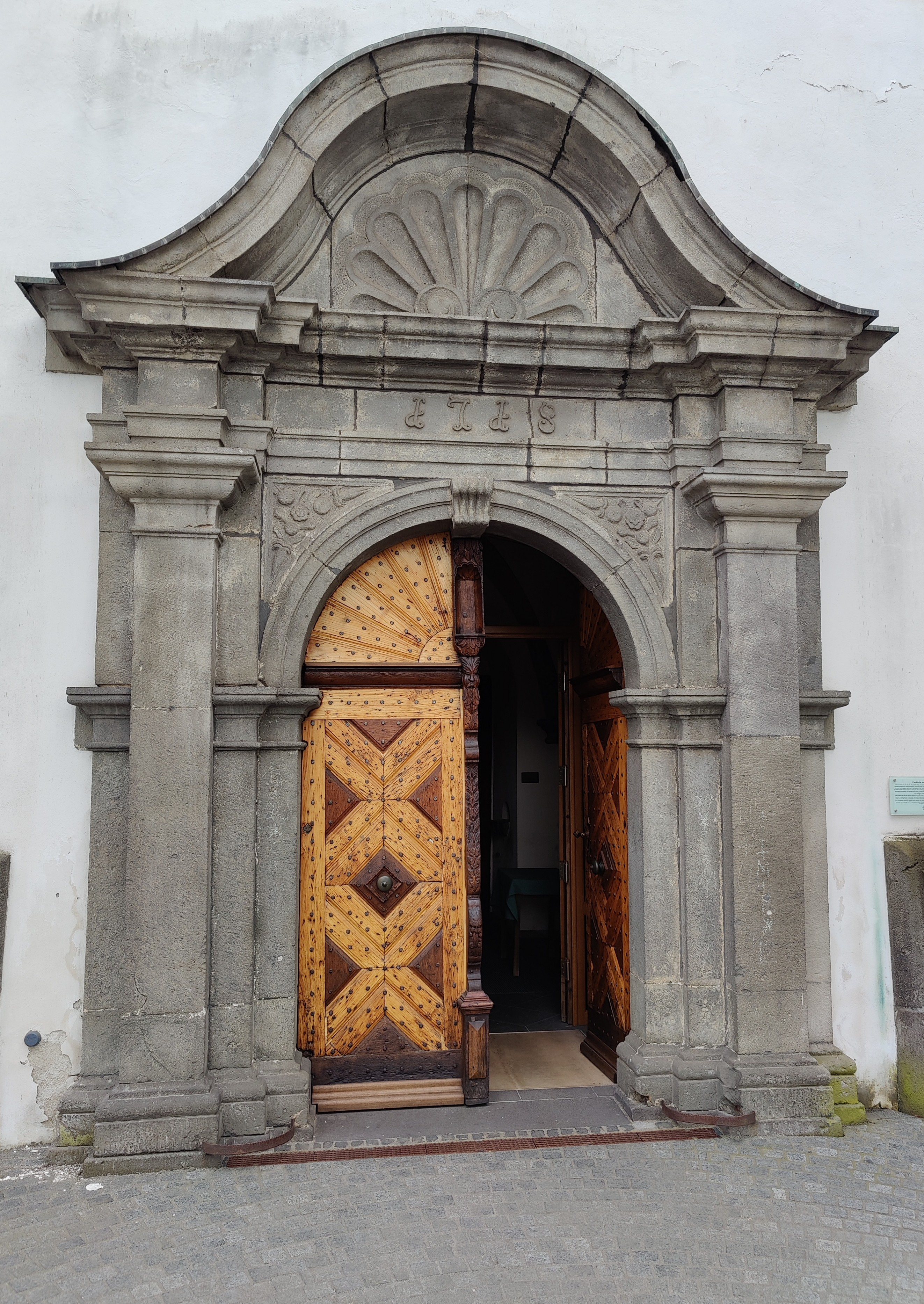
Pilasterportal von 1718

Wie der Vorgängerbau ist die heutige Hallenkirche nicht geostet, sondern bedingt durch die beengten Verhältnisse im alten Ortszentrum nach Südosten ausgerichtet. Als Architekt wird Philipp Honorius Ravensteyn, der Trierer Hofbaumeister, angenommen.
Der einschiffige barocke Saalbau ist fünfachsig und mit einem 5/8-Chorabschluss angelegt. Das ganz in Weiß gehaltene Gotteshaus zeichnet sich durch gotisierende Formen aus: außen der Kranz von Strebepfeilern, innen das Gewölbe mit Kreuzrippen und Schlusssteinen, dessen Gurtbögen von gekröpften Pilastern gestützt werden. Große rundbogige Fenster lassen ausreichend Licht in den Innenraum.
Wahrzeichen von Niederbreisig ist der markante Glockenturm an der Nordseite. Er hat einen quadratischen Grundriss und dient auch als Eingang. Das barocke Pilasterportal hat einen geschweiften Giebel und trägt im Türsturz die Jahreszahl 1718. Die Torhalle ist mit einem Kreuzgewölbe versehen. Eine doppelte Haube mit offener Laterne schließt den Turm ab, in dem drei Glocken hängen, von denen die älteste im Jahr 1400 gegossen wurde.
Seit 1977 schließt sich an der westlichen Seite als Erweiterungsbau ein Querschiff an, das durch zwei große Rundbögen mit dem Langhaus verbunden ist.

## Ausstattung
Im Innenraum ist die Ausstattung aus der Barockzeit nahezu vollständig erhalten. Bei den hölzernen Einrichtungsgegenständen dominieren dunkle Brauntöne mit Vergoldungen.
Der dreiseitige Chorraum wird vom Hochaltar und den beiden kleineren Seitenaltären beherrscht, die alle aus der ersten Hälfte des 18. Jahrhunderts stammen. Der Hauptaltar ist dreistufig gestaltet. Über dem Tabernakel ist in der Mitte die Himmelfahrt Mariens als Skulptur dargestellt, und oben ein Dreifaltigkeitsrelief, das 1924 ergänzt wurde. Die zentrale Marienfigur wird links von Petrus, einem Engel und einer Figur mit Monstranz (1924) flankiert, rechts von Augustinus (1924), einem  Engel und Paulus. Die Nebenaltäre zeigen die beiden Heiligen, denen der Vorgängerbau gewidmet war: der hl. Nikolaus und der hl. Sebastian. Auf dem großen Gemälde des linken Altars ist Maria Immaculata zu sehen, darüber Nikolaus mit Kindern, auf dem rechten Altar Sebastian als Märtyrer.
Der Altar wurde von Egino Weinert gefertigt. Die vier Bronze-Seiten zeigen Motive aus dem Neuen Testament, die in eine Struktur aus Weinreben und ihren Trauben eingebunden sind. Den zentralen Motiven der einzelnen Seiten (Besuch der Hl. drei Könige, Lasset die Kinder zu mir kommen, Fußwaschung und Emmaus-Begegnung) sind jeweils vier weitere Motive zugeordnet.
In der Kirche findet sich ein Silberkreuz aus der Zeit um 1400, das ein Kreuzpartikel aus der Donatuskapelle des Templerhofes enthält. Die Reliquie wird in einem Gehäuse aus Basalt verwahrt. Eine lateinische Inschrift weist auf den Inhalt hin: Ecce lignum crucis (übersetzt: „Siehe, Holz vom Kreuz“). Das Templerkreuz wurde den Maltesern überlassen und seit dem Mittelalter am Tag der Kreuzerhöhung ausgestellt. Im Laufe der Zeit wurde aus dem Heilig-Kreuz-Fest der historische Zwiebelmarkt. Nach Aufhebung der Komturei und Abriss der Kapelle im 19. Jahrhundert gelangte die kostbare Reliquie nach St. Marien.
Von einem römischen Votivaltar aus dem 2. Jahrhundert, der am Vinxtbach gefunden wurde, werden Teile aufbewahrt. Er zeigt eine Blätter fressende Ziege.
Die geschnitzte sechseckige Kanzel (um 1730) besteht aus Treppenaufgang, Kanzelkorb und Schalldeckel. Die Felder am Aufgang und Korb sind mit vergoldetem Schnitzwerk verziert, die Ecken des Korbes und der Aufsatz des Kanzeldeckels bestehen aus großen Rocaillen. Bekrönt wird der Aufsatz von dem Allsehenden Auge Gottes, das von einem Dreieck umschlossen und von einem Strahlenkranz umgeben ist.
An den rot angestrichenen Pilastern der Innenwände sind sieben geschnitzte Statuen von christlichen Heiligen mit ihren Attributen angebracht. Dargestellt werden an der Westwand Christus als Guter Hirte mit Schaf und Stab, der an einen Baum gebundene und von Pfeilen durchbohrte hl. Sebastian, der hl. Johannes Nepomuk mit Birett und Kruzifix sowie der hl. Nikolaus in Bischofskleidung mit Mitra, Krummstab und Bibel, an der Ostwand der hl. Antonius mit Jesuskind und Lilie, Josef von Nazaret mit Winkel und Säge und rechts der Kanzel auf einer Mondsichel die gekrönte Maria vom Siege mit dem Jesuskind auf dem Arm, das mit dem Kreuzstab die Schlange besiegt. Sebastian wurde um 1730 geschnitzt, die anderen sechs Statuen sind neobarock und entstanden um 1910.
Die hölzerne Orgelempore (um 1740) ist mit Flachreliefs mit Rocaillen und Putten verziert. In der Mitte hebt sich die Statue der Hl. Katharina in einem Vorbau unter einem Rundbogen ab, die ein Wagenrad mit Eisenspitzen hält. Im Gegensatz zu den sonstigen dunklen Holztönen sind Empore und Kirchengestühl aus hellem Eichenholz angefertigt. Die Kirchenbänke mit ihren geschnitzten Wangen wurden um 1740 geschaffen, die Kommunionsbank mit reichen Schnitzereien im Jahr 1731.

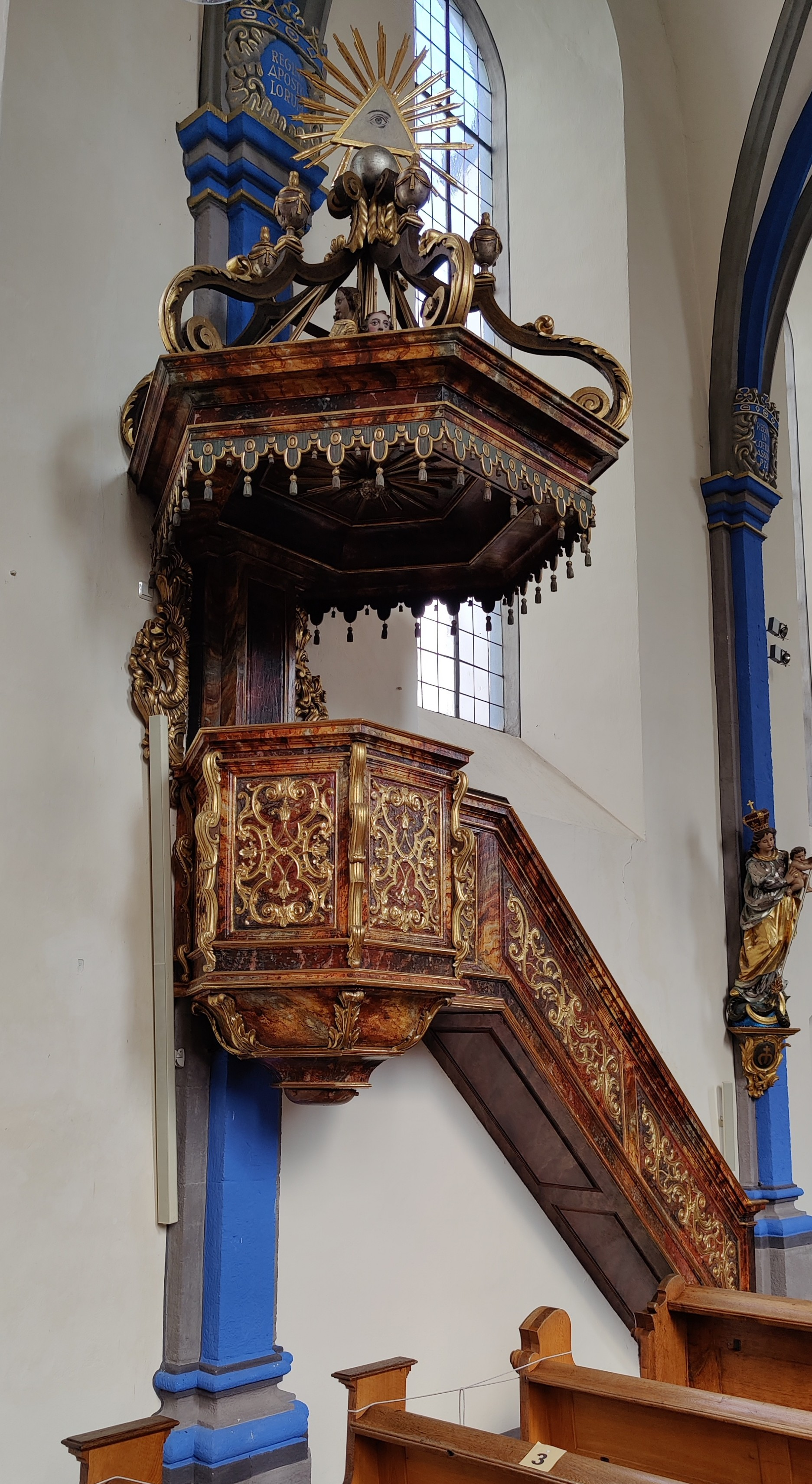
Kanzel
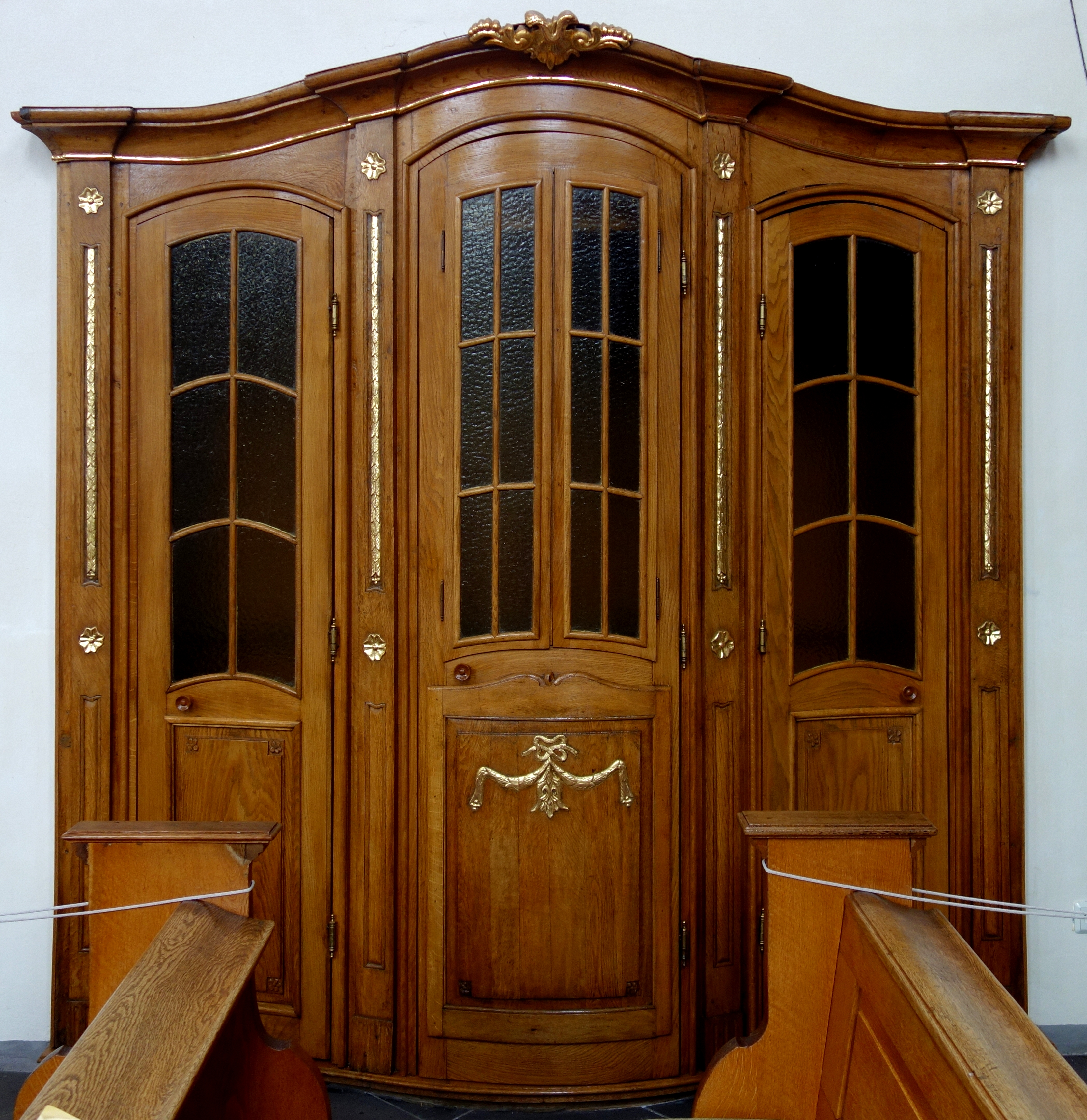
Beichtstuhl
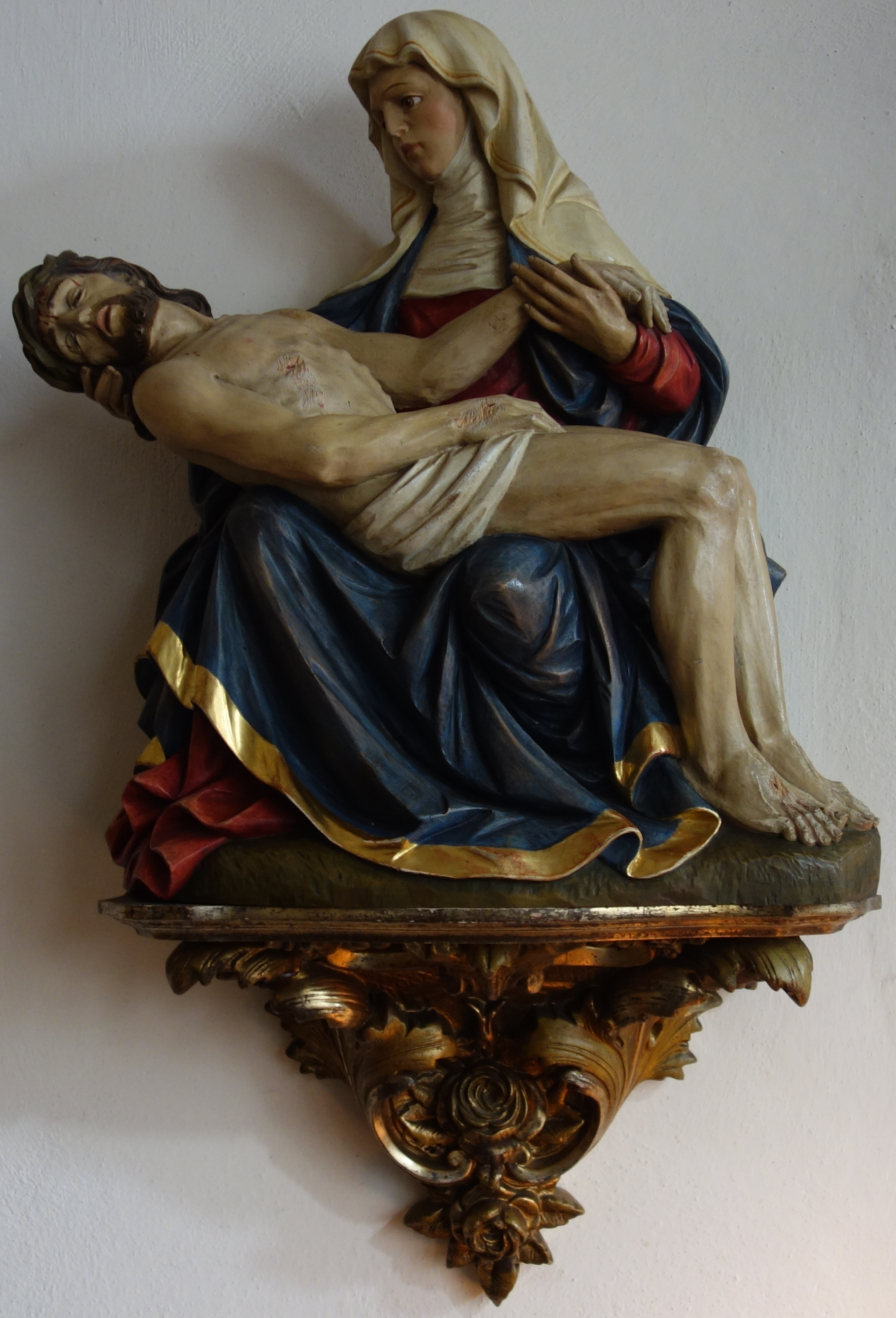
Pieta
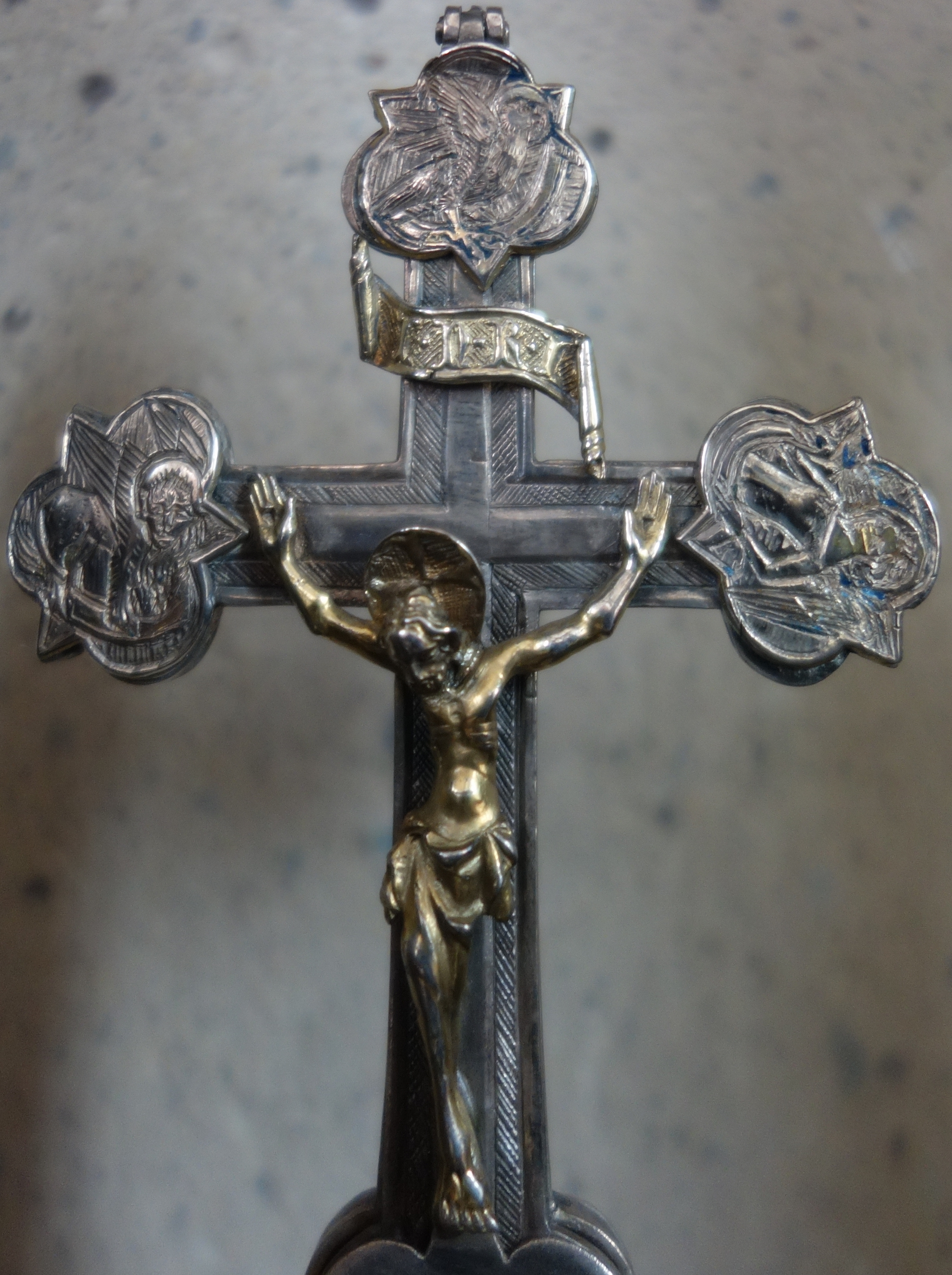
Silberkreuz
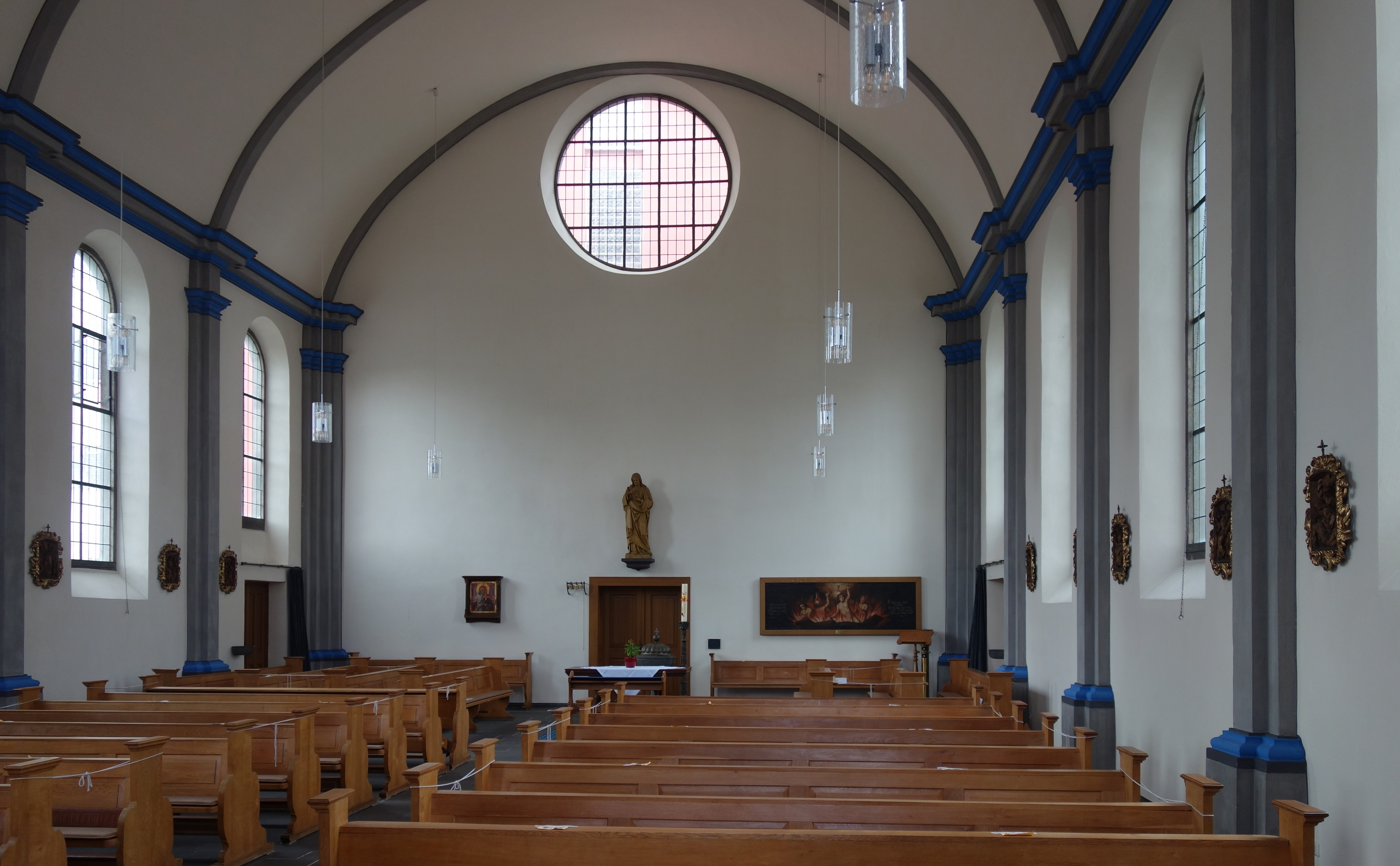
Querschiff (Erweiterungsbau)

## Orgel

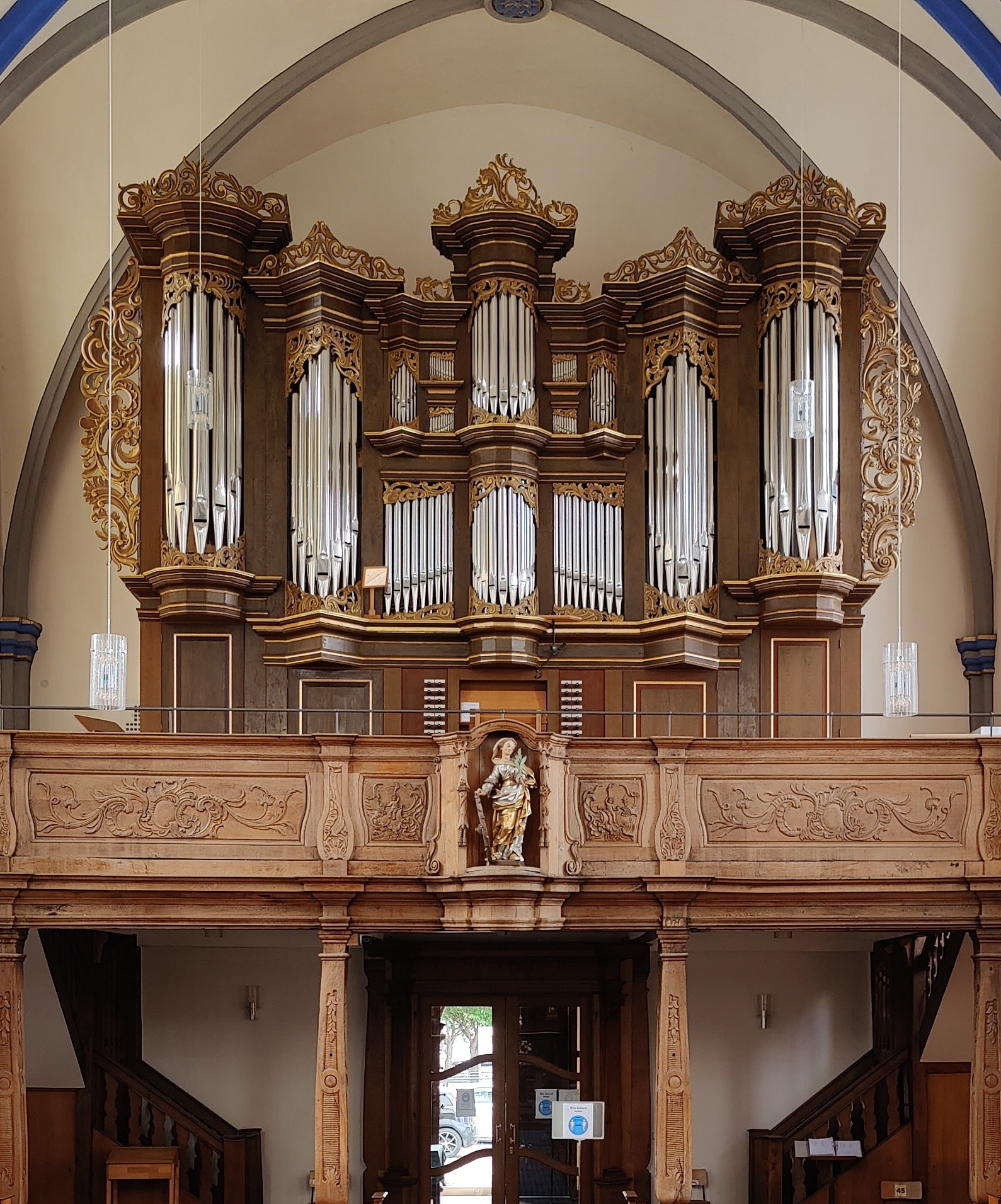
Orgelempore

Innenwerk und der äußere Prospekt der Orgel haben je ihre eigene Geschichte. Eine erste Orgel wird 1817 erwähnt, die von der Pfarrkirche St. Martin in Cochem gebraucht erworben wurde und wahrscheinlich ursprünglich 1657 für das Kloster Marienberg bei Boppard gebaut worden war. Dieses Instrument verfügte über drei Register und wurde 1844 durch ein Werk mit 13 Stimmen hinter neugotischem Prospekt der Ibach-Söhne (Barmen) ersetzt.
1959/1960 erfolgte durch die Orgelbauer Kreienbrink (Osnabrück) und Josef Klein (Westerwald) ein Erweiterungsumbau mit 25 Registern, der bedingt durch älteres und minderwertiges Material immer stärker reparaturbedürftig wurde. Der prächtige Prospekt geht auf eine Orgel zurück, die Johann Friedrich Constabel und Ernst Berner, Bruder seines Schwiegersohns Johann Adam Berner, in den Jahren 1755 bis 1760 für die Lambertikirche in Aurich schufen. Vorbild war wohl die Wagner-Orgel in Trondheim. Nach einem Entwurf von David Benjamin Opitz aus Groden (Cuxhaven) fertigte der Kunsttischler Vogeler aus Jever den siebenteiligen Prospekt in typisch norddeutscher Manier an. Als man in Aurich eine neue Orgel plante, wurden der alte Prospekt und einige Gehäuseteile 1959 nach St. Marien verkauft. An den großen seitlichen Pedaltürmen ist reich gestaltetes Schnitzwerk („Orgelohren“) mit Rocaillen angebracht. In der Mitte befinden sich das Hauptwerk und das Oberwerk auf zwei Ebenen: Die mittleren Rundtürme und die Spitztürme werden durch rechteckige Flachfelder verbunden, die im Oberwerk zweigeschossig sind und von kleinen Spitztürmchen flankiert werden. Schleierwerk dient ebenfalls bei den Pfeifenfeldern unten und oben als Abschluss und als Bekrönung auf dem gesamten Gehäuse. Ein im Jahr 2004 gegründeter Orgelförderverein hat sich für den Neubau und seine Finanzierung engagiert, die Geschichte der Orgel erforscht und die Neukonzeption begleitet. Durch Spenden und Zuschüsse für Neubau und Restaurierung wurde bis zum Januar 2012 der Betrag von 466.000 € aufgebracht, was etwa 80 % der Gesamtkosten entsprach.
Rowan West schuf 2011/2012 den Orgelneubau, der klanglich dem barocken Äußeren entspricht. Dietrich Wellmer restaurierte den historischen Prospekt. Das neue Instrument ist dem Stil des norddeutschen Hochbarock verpflichtet und beinhaltet Register, die seit dem frühen 17. Jahrhundert in Nord- und Mitteldeutschland bekannt waren. Auch die Mensur und Intonation der Orgelpfeifen entspricht den Praktiken des norddeutschen Barock. Die Metallpfeifen wurden im Sandgussverfahren hergestellt. Die neue Orgel erklang zum ersten Mal in der Christmette am 24. Dezember 2011 und wurde von Weihbischof Jörg Michael Peters am 18. März 2012 geweiht. Das Instrument verfügt über folgende Disposition mit 28 Registern:
| I Hauptwerk C–f3 |       |
| Quintadhena      | 16′   |
| Principal        | 8′    |
| Rohrflöte        | 8′    |
| Octave           | 4′    |
| Spitzflöte       | 4′    |
| Quinte           | 3′    |
| Superoctave      | 2′    |
| Cornet III       |       |
| Mixtur IV        | 1 ⁄3′ |
| Trompete         | 8′    |
| Vox Humana       | 8′    |

| II Positiv C–f3 |    |
| Gedeckt         | 8′ |
| Quintadhena     | 8′ |
| Viola da Gamba  | 8′ |
| Unda Maris      | 8′ |
| Octave          | 4′ |
| Flaut Travers   | 4′ |
| Nasat           | 3′ |
| Gemshorn        | 2′ |
| Sesquialtera II |    |
| Scharff IV      | 1′ |
| Hoboy           | 8′ |

| Pedal C–f1 |     |
| Subbass    | 16′ |
| Octavbass  | 8′  |
| Octave     | 4′  |
| Posaune    | 16′ |
| Trompete   | 8′  |
| Trompete   | 4′  |

- Koppeln: II/I (Schiebekoppel), I/P, II/P
- Tremulant (Bocktremulant)